# Pablo Iglesias Posse
Pablo Iglesias Posse (Ferrol, 17 ottobre 1850 – Madrid, 9 dicembre 1925) è stato un politico e sindacalista spagnolo.
È stato il fondatore del Partito Socialista Operaio Spagnolo (1879) e dell'Unione Generale dei Lavoratori (1888).

## Biografia

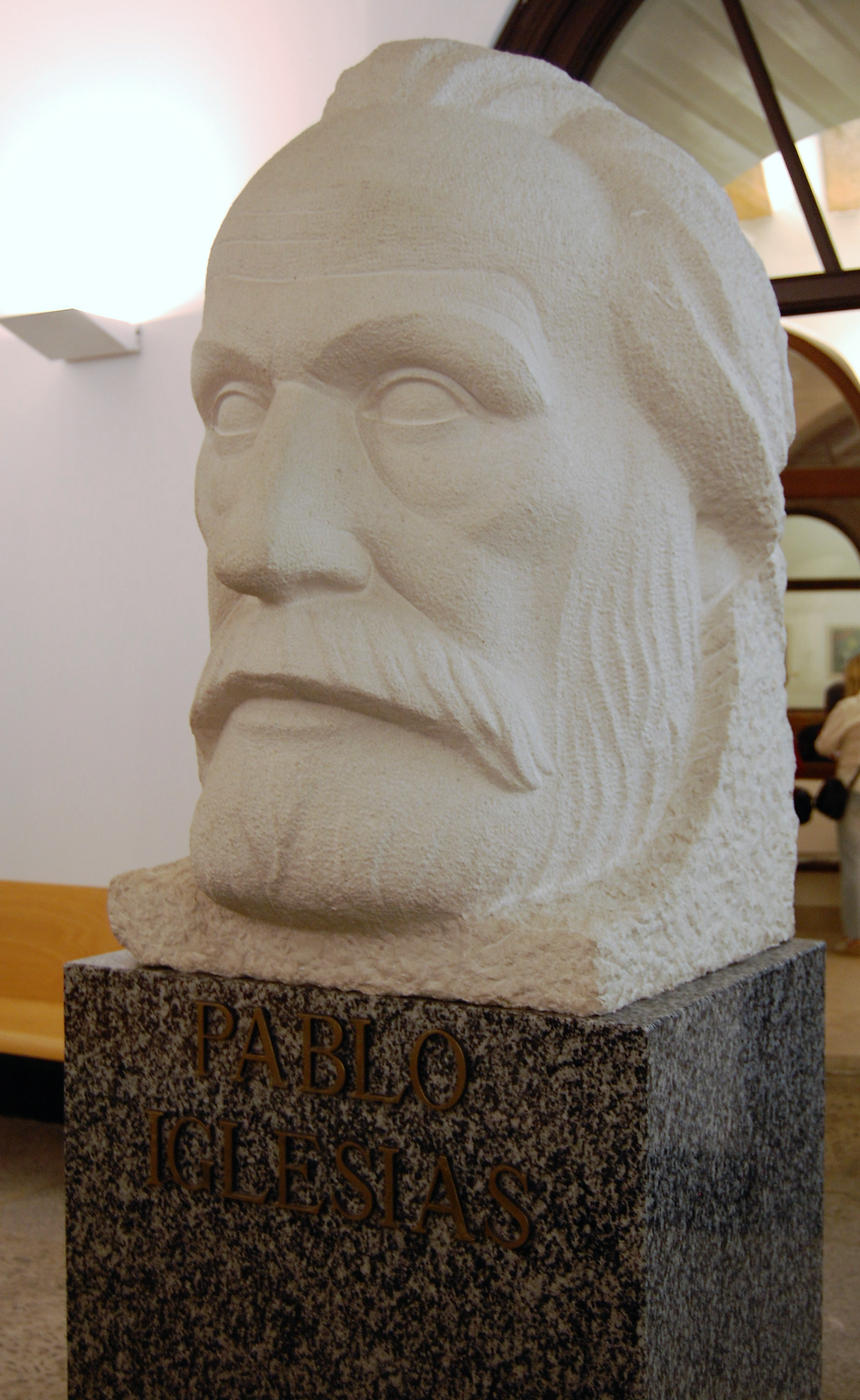
Pablo Iglesias (José Noja, 2001).

Nato in una famiglia umile, divenne orfano del padre Pedro de la Iglesia Expósito già all'età di nove anni; fu allora che Paulino, come veniva chiamato familiarmente, si trasferì a Madrid con la madre Juana Posse ed il fratello Manuel. A causa delle difficoltà economiche della madre (che all'inizio sopravvisse anche grazie all'accattonaggio) fu ammesso con il fratello presso l'Ospizio di San Fernando. Lì completò la scuola primaria e iniziò a seguire il corso per divenire tipografo.
A dodici anni abbandonò l'Ospizio e, per aiutare la madre, iniziò a lavorare come tipografo, migliorando poco a poco il suo stipendio. In quel periodo perse il fratello a causa della tubercolosi. Iniziò anche a frequentare corsi serali per imparare il francese; ciò gli permise di leggere, capire e tradurre le opere dei socialisti francesi ed i testi classici di scienza politica, scritti anch'essi in francese.
Durante il Sessennio democratico, l'Associazione Internazionale dei Lavoratori organizzò una serie di conferenze alle quali Iglesias partecipò; nel 1870 entrò a far parte della sezione dei tipografici all'interno dell'Internazionale. Nel 1873 aderì all'Associazione Generale dell'Arte della Stampa e l'anno successivo ne divenne il presidente. Da quel momento, insieme con un nucleo di intellettuali e operai (principalmente tipografi), iniziò a lavorare in clandestinità alla fondazione di un nuovo partito politico di stampo socialista: attività che culminò il 2 maggio del 1879 con la nascita del Partito Socialista Operaio Spagnolo (PSOE).
Fu ripetutamente incarcerato a causa del suo attivismo politico: la prima volta avvenne nel 1882, a causa dell'adesione ad uno sciopero. Nel 1885 abbandonò la presidenza dell'Associazione Generale dell'Arte della Stampa e divenne presidente della Federazione Tipografica Spagnola. Nel 1886 fondò e diede alle stampe il giornale El Socialista, che tuttora è l'organo di stampa ufficiale del PSOE.
Nel 1888 fondò l'Unione Generale dei Lavoratori, ne divenne presidente nel 1889 e mantenne tale carica fino alla sua morte; proprio nel 1889 partecipò al primo Congresso della Seconda Internazionale in qualità di rappresentante e portavoce del PSOE.
Nel 1890 guidò la prima manifestazione della storia spagnola del Primo Maggio, attraverso la quale avanzò numerose richieste di riforma, tra le quali la riduzione dell'orario lavorativo ad otto ore e la cessazione dell'impiego di bambini nelle attività lavorative.
Nel 1905 fu eletto per la prima volta consigliere comunale della città di Madrid e nelle elezioni del giugno 1910 divenne il primo deputato socialista del Parlamento spagnolo. La sua attività parlamentare fu però limitata ai primi anni, a causa del peggioramento delle condizioni di salute che non gli permise una assidua frequenza in aula. Nel frattempo, nel 1908 aveva fondato la Casa del Popolo a Madrid e nel 1909 era stato incarcerato per diciotto giorno in seguito ai fatti della Settimana Tragica di Barcellona.
Le sue condizioni di salute peggiorarono con il passare degli anni: venne eletto per l'ultima volta in Parlamento nel 1923 ma morì il 9 dicembre 1925 a Madrid. Il suo cadavere venne imbalsamato ed esposto presso la Casa del Popolo di Madrid; al suo funerale partecipò una folla di oltre 150.000 persone.
Pablo Iglesias è stato uno dei più attivi propagandisti spagnoli del pensiero socialista ed uno dei leader del socialismo spagnolo. Nonostante le sue umili origini e la precaria formazione teorica, la sua produzione intellettuale è stata molto rilevante. Ha pubblicato oltre duemila articoli su giornali e riviste spagnole ed internazionali. Il suo primo articolo ha come titolo La Guerra, e fu scritto il 5 dicembre 1870 sul giornale "La Solidaridad; El Proletariado vencerá è invece il titolo del suo ultimo articolo, apparso su La Libertad il 5 dicembre 1925, quattro giorni prima della sua morte.

## Fondazione Pablo Iglesias
Nel 1926, un anno dopo la morte di Iglesias, venne creata la Fundación Pablo Iglesias. A causa della guerra civile spagnola e della dittatura franchista, la fondazione dovette cessare la sua attività; tuttavia il 15 ottobre 1977 la Fundación Pablo Iglesias ricominciò la propria attività. Scopo della fondazione è quello di favorire l'analisi e la diffusione del pensiero socialista, nonché il recupero della documentazione storica e contemporanea del socialismo spagnolo.